# Синиша Гогич
Синиша Гогич (серб. Синиша Гогић / грец. Σίνισα Γκόγκιτς; нар. 20 жовтня 1963, Ниш, СР Сербія) — сербський та кіпріотський футболіст та тренер, виступав на позиції нападника.

## Клубна кар'єра
Народився в Ниші, СФРЮ, і там же розпочав свою кар'єру, грав за клуби чемпіонату Югославії, «Раднички» та «Рад». 1989 року переїхав на Кіпр і грав за АПОЕЛ, з яким виграв чемпіонат у своєму першому сезоні. У тому ж році Гогич став найкращим бомбардиром Першого дивізіону Кіпру, відзначився 19 голами. Залишався в АПОЕЛі протягом ще декількох років, знову виграв чемпіонат у сезоні 1991/92 року та кубок Кіпру 1992/93 років. У 1993 році після сварки з тренером АПОЕЛа покинув клуб і перейшов до «Анортосіса», де знову став найкращим бомбардиром, цього разу з 26-ма голами. У наступному сезоні 1994/95 років допоміг «Анортосісу» вперше за 32 роки виграти чемпіонат та забив 24 м'ячі (другий найкращий бомбардир). Сезон 1996/97 років також провів добре (14 м'ячів у 13 іграх) та привернув увагу «Олімпіакоса». Приєднався до клубу у віці 33 років і, незважаючи на вік, виявив відмінні атакувальні таланти.
Він залишався в Олімпіакосі 4 роки, протягом яких клуб домінував у вітчизняній лізі. За ці чотири роки «Олімпіакос» чотири рази ставав чемпіоном Греції. Сезон 1998/99 років був найуспішнішим для «Олімпіакоса», клуб зробив «золотий дубль» і вперше у своїй історії вийшов у чвертьфінал Ліги чемпіонів УЄФА.
У матчі групового етапу проти «Порту», «Олімпіакос» програвав з рахунком 0:2, Гогіч вийшов на останні п'ять хвилин і зрівняв рахунок, забив другий м'яч «Олімпіакоса». Забив ще декілька голів на груповому етапі та допоміг «Олімпіакосу» вийти до 1/4 фіналу, де його команда зустрілася із «Ювентусом». Після поразки в гостях на Делле Альпі з рахунком 1:2, Олімпіакосу потрібно було забити вдома хоча б один м'яч. Грав протягом всього матчу-відповіді на Олімпійському стадіоні в Афінах і протягом перших 15 хвилин відзначився голом. Цей результат виводив «Олімпіакос» у півфінал, але на 85-й хвилині Антоніо Конте зрівняв рахунок, через що «Олімпіакос» вилетів із турніру.
Вважався одним із найкращих гравців «Олімпіакоса» у період успіху як на національній, так і на європейській арені. Фанати дали йому прізвисько «Pappous», що означає «дідусь», бо навіть на зорі своєї кар'єри він грав на високому рівні.
2000 року залишив «Олімпіакос» і повернувся на Кіпр, де знову приєднався до свого колишнього клубу АПОЕЛа. У сезоні 2001/02 років допоміг своїй команді ще раз виграти чемпіонат, відзначився 16 голами у 26 матчах.
У сезоні 2002/03 року після фінансових розбіжностей з АПОЕЛом грав протягом шести місяців за «Олімпіакос» (Нікосія), де й закінчив свою кар'єру.

## Кар'єра в збірній
Проживши протягом значного часу на Кіпрі, отримав кіпрське громадянство та був викликаний грати за збірну. Між 1994 та 1999 роками відзначився 8 голами за Кіпр, у тому числі один пам'ятний гол, який приніс Кіпру перемогу над Іспанією у 1998 році. Також відзначився двома голами у матчі проти Ізраїлю, коли Кіпр виграв з рахунком 2:0 у рамках кваліфікації чемпіонату світу 1998. Загалом у складі збірної провів 37 матчів та відзначився 8-ма голами.

## Кар'єра тренера
У березні 2004 року став виконувачем обов'язків тренера «Олімпіакоса», пробув на посаді лише два дні. Потім очолював молодіжний склад клубу, після чого у віці 44 років став тренером кіпрської команди «Аполлон» (Лімасол). 14 вересня 2008 року призначений помічником тренера клубу «Црвена Звезда», а 9 травня 2009 року став виконувачем обов'язків головного тренера команди, замінивши Чедомира Яневського. 12 червня 2009 року прийняв пропозицію президента «Панетолікоса», Фотіса Костуласа, замінивши на тренерському містку Васіліса Далапераса. 18 лютого 2010 року він підписав контракт із «Шеньчжень Руді». Протягом 2011/12 року тренував молодіжну команду «Олімпіакоса». У червні 2012 року найнятий «Ерготелісом», який вилетів у Футбольну лігу. У травні 2013 року найнятий «Іраклісом».

## Особисте життя
Його син Алекс Гогич (народився 1994) також став професіональним футболістом.

## Досягнення

### Клубні
АПОЕЛ
- Перший дивізіон Кіпру
  -  Чемпіон (3): 1989/90, 1991/92, 2001/02
- Суперкубок Кіпру
  -  Володар (1): 2002

«Анортосіс»
- Перший дивізіон Кіпру
  -  Чемпіон (2): 1994/95, 1996/97
- Суперкубок Кіпру
  -  Володар (1): 1995
- Кубок Кіпру
  -  Фіналіст (1): 1993/94

«Олімпіакос»
- Суперліга Греції
  -  Чемпіон (3): 1997/98, 1998/99, 1999/2000
- Кубок Греції
  -  Володар (1): 1998/99

### Індивідуальні
- Найкращий бомбардир Першого дивізіону Кіпру (2): 1989/90, 1993/94